# Victor Gamaldo
Victor Gamaldo (Port of Spain, 22 gennaio 1944) è un ex calciatore trinidadiano, di ruolo centrocampista.

## Carriera

### Club
Gamaldo si trasferì nella stagione 1968 negli Stati Uniti d'America per militare nei Washington Darts, franchigia dell'American Soccer League, vincendo il torneo. Bissò il successo anche nel campionato seguente, battendo in finale i Syracuse Scorpions.
Nel 1970 i Darts si trasferirono nella North American Soccer League, con raggiungendo la finale della North American Soccer League 1970, persa contro i Rochester Lancers. Gamaldo giocò entrambe le finali da titolare.
Nel 1972 viene ingaggiato dai Baltimore Stars, che l'anno seguente cambiarono denominazione in Stars, con cui raggiunse le semifinali dell'American Soccer League 1973.
Nella stagione 1974 torna a giocare nella NASL in forza ai Baltimore Comets, con cui raggiunse i quarti di finale del torneo.

### Nazionale
Gamaldo giocò con la nazionale di calcio di Trinidad e Tobago tre incontri tra il 1965 ed il 1967.

## Statistiche

### Cronologia presenze e reti in Nazionale
| Cronologia completa delle presenze e delle reti in nazionale ― Trinidad e Tobago | Cronologia completa delle presenze e delle reti in nazionale ― Trinidad e Tobago | Cronologia completa delle presenze e delle reti in nazionale ― Trinidad e Tobago | Cronologia completa delle presenze e delle reti in nazionale ― Trinidad e Tobago | Cronologia completa delle presenze e delle reti in nazionale ― Trinidad e Tobago | Cronologia completa delle presenze e delle reti in nazionale ― Trinidad e Tobago | Cronologia completa delle presenze e delle reti in nazionale ― Trinidad e Tobago | Cronologia completa delle presenze e delle reti in nazionale ― Trinidad e Tobago |
| Data                                                                             | Città                                                                            | In casa                                                                          | Risultato                                                                        | Ospiti                                                                           | Competizione                                                                     | Reti                                                                             | Note                                                                             |
| -------------------------------------------------------------------------------- | -------------------------------------------------------------------------------- | -------------------------------------------------------------------------------- | -------------------------------------------------------------------------------- | -------------------------------------------------------------------------------- | -------------------------------------------------------------------------------- | -------------------------------------------------------------------------------- | -------------------------------------------------------------------------------- |
| 14-3-1965                                                                        | Paramaribo                                                                       | Suriname                                                                         | 6 – 1                                                                            | Trinidad e Tobago                                                                | Qual. Mondiali 1966                                                              | -                                                                                |                                                                                  |
| 12-3-1967                                                                        | Tegucigalpa                                                                      | Honduras                                                                         | 4 – 0                                                                            | Trinidad e Tobago                                                                | Qual. Campionato CONCACAF 1967                                                   | -                                                                                |                                                                                  |
| 14-3-1967                                                                        | Tegucigalpa                                                                      | Honduras                                                                         | 2 – 0                                                                            | Trinidad e Tobago                                                                | Qual. Campionato CONCACAF 1967                                                   | -                                                                                |                                                                                  |
| Totale                                                                           |                                                                                  | Presenze                                                                         | 3                                                                                |                                                                                  | Reti                                                                             | 0                                                                                |                                                                                  |

## Palmarès
- American Soccer League: 2

Washington Darts: 1968, 1969